# Санта Барбара (Порторико)
Санта Барбара (шп. Santa Bárbara) град је у америчкој острвској територији Порторико, острвској држави Кариба.

## Демографија
По попису из 2010. године број становника је 4.622, што је 546 (-10,6%) становника мање него 2000. године.
| Група             | 2000.         | 2010.         |
| Белци             | 34 (0,7%)     | 20 (0,4%)     |
| Афроамериканци    | 1.177 (22,8%) | 1.506 (32,6%) |
| Азијати           | 15 (0,3%)     | 9 (0,2%)      |
| Хиспаноамериканци | 5.124 (99,1%) | 4.591 (99,3%) |
| Укупно            | 5.168         | 4.622         |